# Église Saint-Pantaléon de Ravières
L'église de Ravières est une église située à Ravières, dans le département de l'Yonne, en France.

## Description

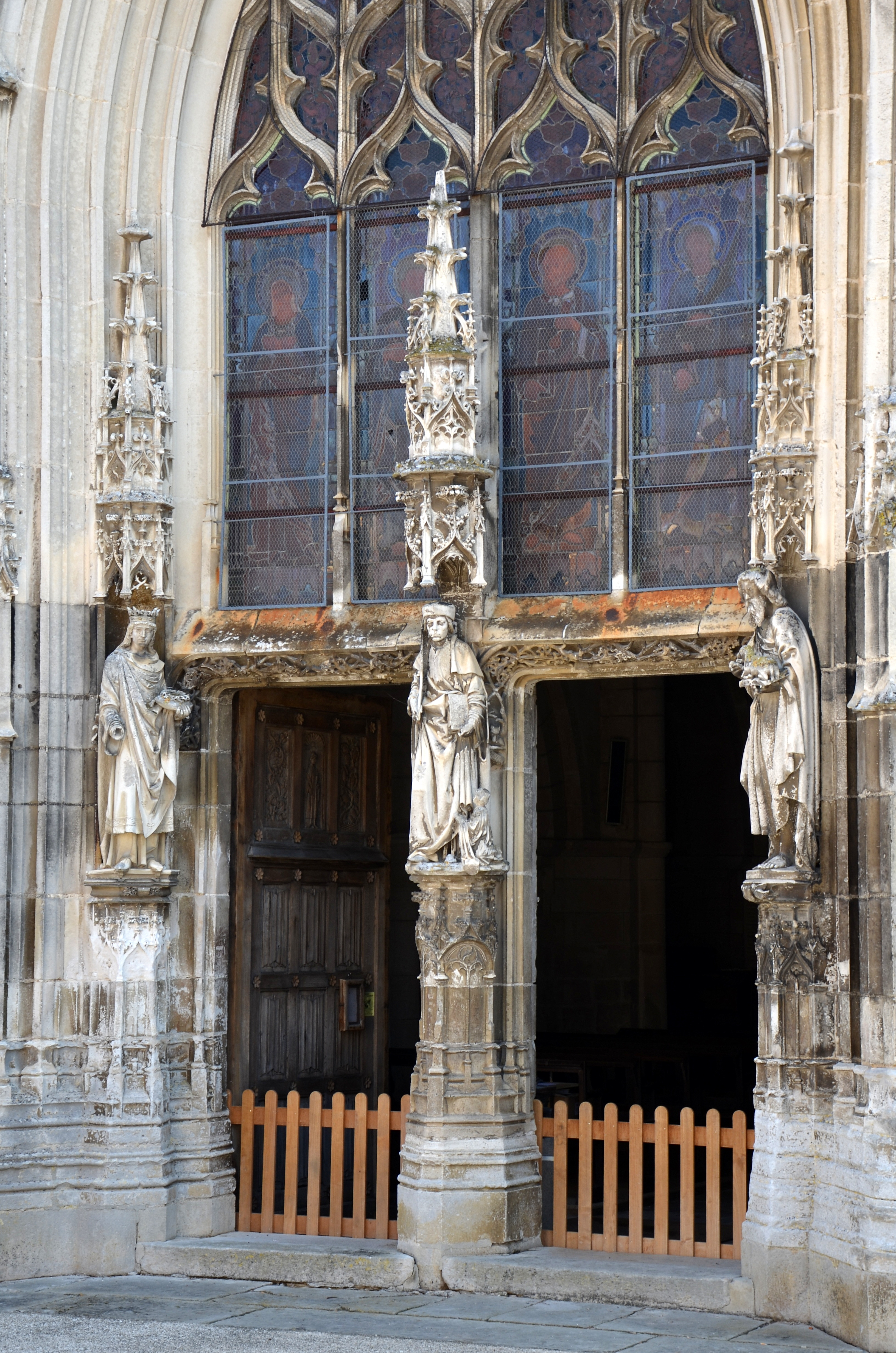
Église de Ravieres
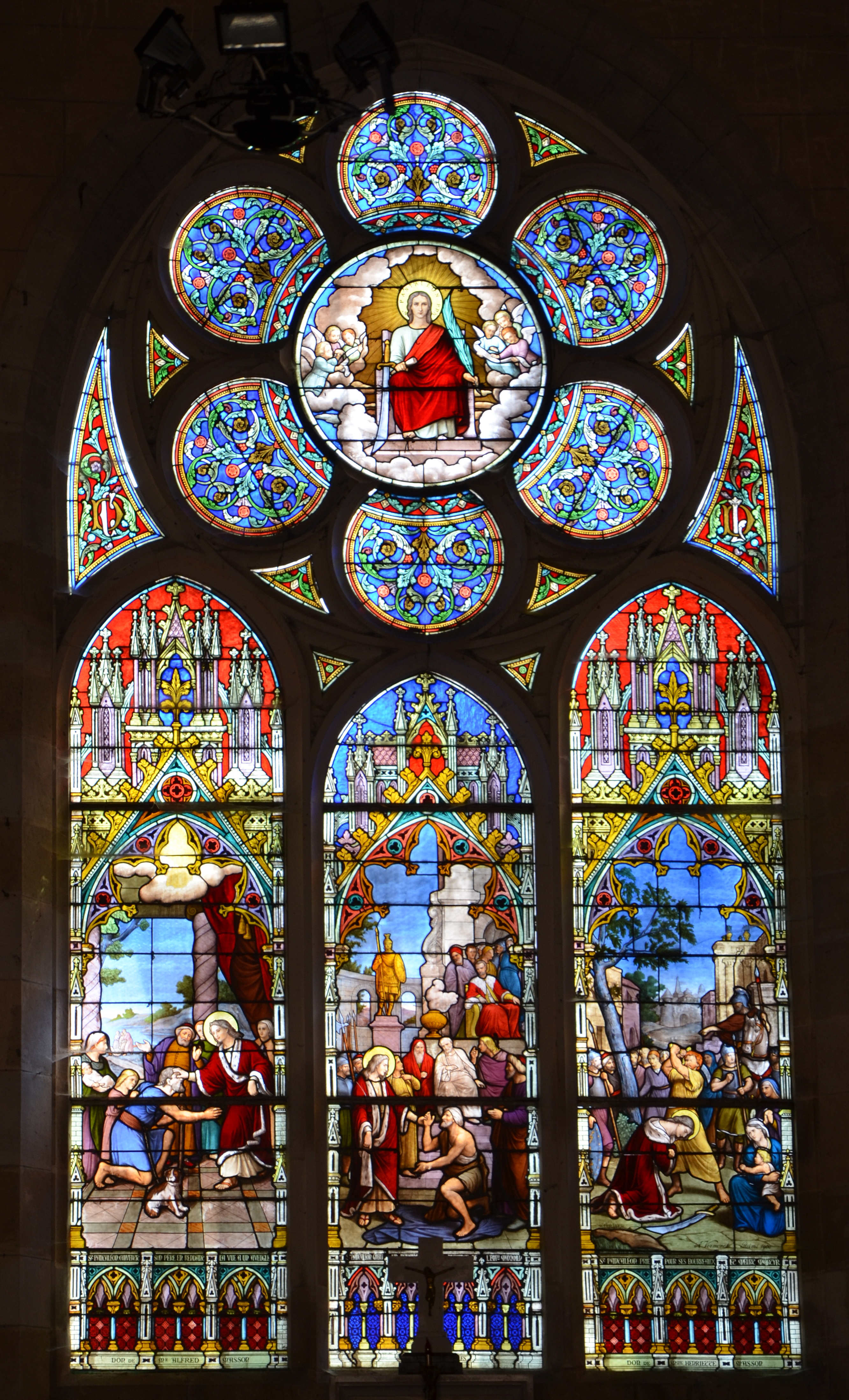
Vitrail de l'église de Ravières
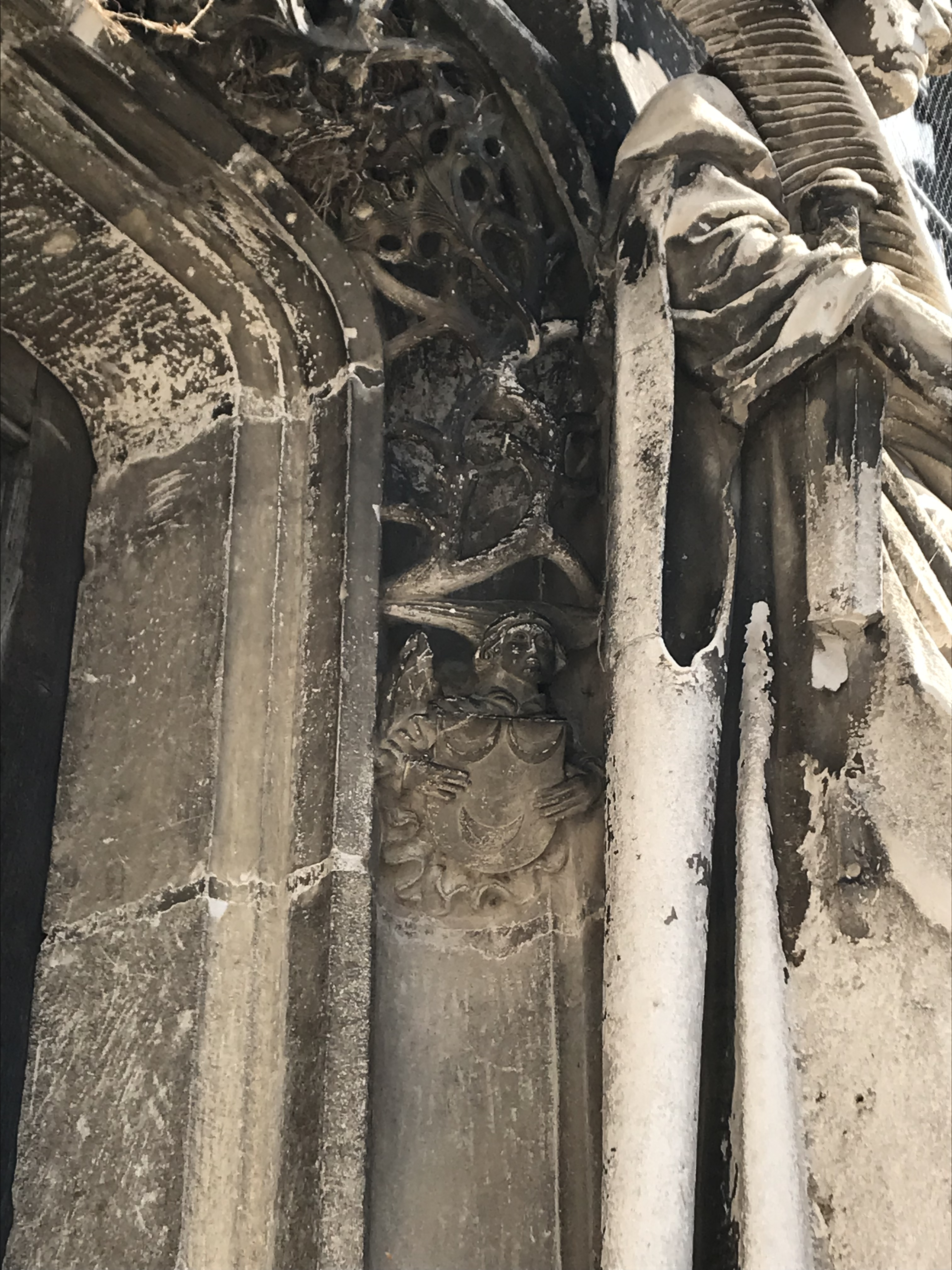
Détails sur le portail principal de l'église, blason de la famille de Courcelles, seigneurs de Ravières.

## Historique
L'édifice est classé au titre des monuments historiques en 1913.